# A697 road
Die A697 road (englisch für Straße A697) ist eine als Primary route ausgewiesene Fernverkehrsstraße in England und Schottland, die von Morpeth (Northumberland) nach Oxton führt. Die durch ländliche Gegenden in Northumberland und den Scottish Borders führende Straße bietet sich als kürzere und weniger befahrene Alternative zur A1 in Richtung Edinburgh an.

## Verlauf

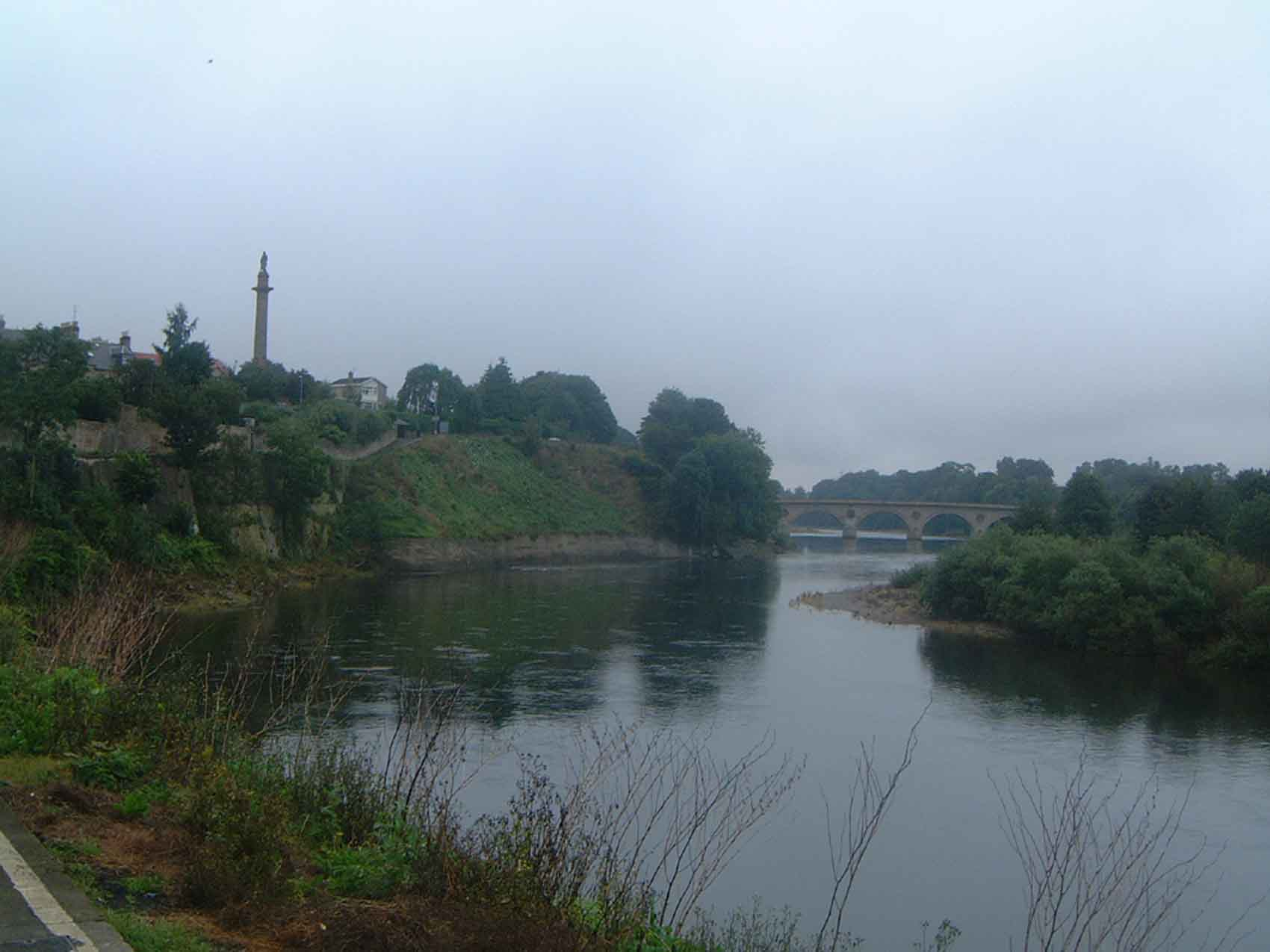
Brücke von Coldstream über den River Tweed

Die durchgehend zweispurig ausgebaute Straße zweigt nördlich von Morpeth von der A1 road ab, verläuft westlich der A1 in nordnordwestlicher Richtung durch Longhorsley und Longframlington, weiter über Powburn und Wooler, wendet sich dort nach Westnordwesten und anschließend nach Nordnordwesten, erreicht über Milfield und Cornhill-on-Tweed die vom Tweed gebildete englisch-schottische Grenze bei Coldstream. In Schottland setzt sie sich in nordwestlicher bis westnordwestlicher Richtung über Greenlaw bis nach Oxton fort, wo sie auf die A68 road trifft, die von Darlington nach Edinburgh führt, und an dieser endet.